# Príslop (powiat Snina)
Príslop (rus. Присліп – Pryslip) – wieś (obec) na Słowacji położona w kraju preszowskim, w powiecie Snina. Pierwsze wzmianki o miejscowości pochodzą z roku 1568.
Według danych z dnia 31 grudnia 2012, wieś zamieszkiwało 65 osób, w tym 32 kobiety i 33 mężczyzn.
W 2001 roku rozkład populacji względem narodowości i przynależności etnicznej wyglądał następująco:
- Słowacy – 73,61%
- Czesi – 1,39%
- Rusini – 18,06%
- Ukraińcy – 5,56%

Ze względu na wyznawaną religię struktura mieszkańców kształtowała się w 2001 roku następująco:
- Katolicy rzymscy – 1,39%
- Grekokatolicy – 61,11%
- Prawosławni – 36,11%
- Nie podano – 1,39%